# Scopanta expansitarsis
Scopanta expansitarsis är en skalbaggsart som beskrevs av Leon Fairmaire 1896. Scopanta expansitarsis ingår i släktet Scopanta och familjen långhorningar.
Artens utbredningsområde är Madagaskar. Inga underarter finns listade i Catalogue of Life.